# Stizolophus
Stizolophus es un género de plantas con flores de la familia de las asteráceas. Comprende 6 especies descritas y de estas, solo 3 aceptadas.

## Taxonomía
El género fue descrito por Alexandre Henri Gabriel de Cassini y publicado en Dictionnaire des Sciences Naturelles [Second edition] 44: 35. 1826.

## Especies
A continuación se brinda un listado de las especies del género Stizolophus aceptadas hasta julio de 2012, ordenadas alfabéticamente. Para cada una se indica el nombre binomial seguido del autor, abreviado según las convenciones y usos
- Stizolophus balsamita (Lam.) K.Koch
- Stizolophus balsamitoides (Post) Soják
- Stizolophus coronopifolius (Lam.) Cass.